# Dziennik cwaniaczka 2
Dziennik cwaniaczka 2 (ang. Diary of a Wimpy Kid: Rodrick Rules) – amerykański film familijny w reżyserii Davida Bowersa z 2011 roku. W rolach głównych wystąpili Zachary Gordon i Devon Bostick. Film jest adaptacją książki o tym samym tytule oraz sequelem Dziennika cwaniaczka.
Serwis Rotten Tomatoes przyznał mu wynik 47%.

## Fabuła
Greg Heffley (Zachary Gordon) rozpoczyna naukę w siódmej klasie. Nielubiany wcześniej brat Rodrick (Devon Bostick) staje się jego przyjacielem. Mimo to Greg będzie musiał poradzić sobie z nowymi problemami w szkole.

## Obsada
- Zachary Gordon jako Greg Heffley
- Devon Bostick jako Rodrick Heffley
- Rachael Harris jako Susan Heffley
- Robert Capron jako Rowley Jefferson
- Steve Zahn jako Frank Heffley
- Peyton Roi List jako Holly Hills
- Karan Brar jako Chirag Gupta
- Laine MacNeil jako Patty Farrell
- Grayson Russell jako Fregley
- Terence Kelly jako dziadek
- Fran Kranz jako Bill Walter
- Alf Humphreys jako Robert Jefferson
- Dalila Bela jako Taylor Pringle
- Owen Best jako Bryce Anderson
- Spencer Drever jako Harry Gilbertson